# Глядково (Юрьев-Польский район)
Глядково — упразднённое в 2012 году село Юрьев-Польского района Владимирской области России. Входило на год упразднения в состав Небыловского сельского поселения.

## География
Село было расположено на берегу реки Кукса в 5 километрах на север от села Шихобалово.

## История
Село Глядково впервые упомянуто в грамоте «царя и великого князя Ивана Васильевича от 1547 года января 17 суздальским городовым прикащикам и даньщику». В это время Глядково было вотчиной старицы Покровского монастыря в Суздале, княгини Евфимии Шемячичевой и её детей. Старица просила царя, чтобы с её вотчинных владений не взимали казённых податей. Царь отвечал названной грамотой: «Била мне челом от Покрова Пречистые старица княгиня Еуфимия Шемячичева с детьми о том… чтобы с их сельца Глядкова и с деревень правите наших ямских денег и посошных людей наряжаете… и вы бы с их сельца Глядкова и с деревень наших ямских денег не имали, ни посошных людей не наряжали». В 1826 году в селе на средства прихожан была построена каменная двухэтажная церковь с каменной же колокольней. Главный престол (в нижнем этаже) — Великомученика Димитрия Солунского, в верхнем — Казанской иконы Божией Матери. Причт жил в деревянных домах, построенных прихожанами в 1888 году. В советское время храм закрыт и частично разрушен: уничтожены его завершение, колокольня и церковная ограда.
В конце XIX — начале XX века село входило в состав Тумской волости Суздальского уезда. В 1859 году в селе числилось 46 дворов, в 1905 году — 109 дворов.
С 1929 года село входило в состав Шихабаловского сельсовета Юрьев-Польского района, с 1935 — в составе Небыловского района, с 1963 года — в составе Юрьев-Польского района, с 2005 года село — в составе Небыловского сельского поселения.
14 июня 2012 года Законом Владимирской области № 54-ОЗ село исключено из учетных данных как фактически не существующее.

## Население
| 1859 | 1905 |
| ---- | ---- |
| 362  | 668  |

| 1859 | 1905 | 2002 | 2010 |
| ---- | ---- | ---- | ---- |
| 362  | ↗668 | ↘0   | →0   |

## Достопримечательности
В селе расположены остатки Церкви Димитрия Солунского.